# Хамза Бакир
Мухаммет Хамза Бакир (тур. Muhammet Hamza Bakır; нар. 20 січня 2001) — турецький борець греко-римського стилю, багаторазовий чемпіон світу і Європи у молодших вікових групах, учасник Олімпійських ігор.

## Життєпис
Хамза Бакир був багаторазовим чемпіоном світу і Європи у молодших вікових групах, але досвіду виступів на змаганнях такого рівня серед дорослих не мав. У вересні 2023 року перший номер турецької збірної з греко-римської боротьби у ваговій категорії до 130 кг Риза Каяалп здобув срібло на чемпіонаті світу, отримавши ліцензію на участь в турнірі з боротьби на літніх Олімпійських іграх 2024 року в Парижі. Це мала бути його п'ята Олімпіада, на трьох з чотирьох попередніх він ставав олімпійським призером. Також Каяалп був п'ятириразовим чемпіоном світу, одинадцятиразовим чемпіоном Європи, чемпіоном Європейських ігор, дворазовим володарем кубків світу. Однак на передодні Олімпіади його ліцензію тимчасово призупинили після того, як у його організмі було виявлено речовину зі списку заборонених Всесвітнім антидопінговим агентством начебто через ліки, які він використовував для лікування своєї хвороби. Після цього інциденту 23-річний Хамза Бакир був доданий до олімпійського списку у ваговій категорії до 130 кг замість Різи Каяалпа, якого вилучили зі складу національної збірної з греко-римської боротьби в Парижі на 2024 рік. Однак у першому ж турі молодого турецького спортсмена поклав на лопатки більш досвідчений єгиптянин Абделлатіф Мохамед. Через те, що єгипетський борець не вийшов до фіналу, Хамза Бакир втратив шанс поборотися за бронзову нагороду у втішному турнірі.

## Спортивні результати на міжнародних змаганнях

### Виступи на Олімпіадах
| Змагання                    | Збірна    | Вагова категорія                  | Місце |
| --------------------------- | --------- | --------------------------------- | ----- |
| Літні Олімпійські ігри 2024 | Туреччина | греко-римська боротьба, до 130 кг | 14    |

### Виступи на Чемпіонатах світу з боротьби серед військовослужбовців
| Змагання                                                  | Збірна    | Вагова категорія                  | Місце |
| --------------------------------------------------------- | --------- | --------------------------------- | ----- |
| Чемпіонат світу з боротьби серед військовослужбовців 2024 | Туреччина | греко-римська боротьба, до 130 кг | 5     |

### Виступи на інших змаганнях
| Змагання                                                  | Збірна    | Вагова категорія                  | Місце  |
| --------------------------------------------------------- | --------- | --------------------------------- | ------ |
| Тор Мастерс 2020                                          | Туреччина | греко-римська боротьба, до 130 кг | Срібло |
| Кубок Владислава Пітласинські 2020                        | Туреччина | греко-римська боротьба, до 130 кг | Золото |
| Гран-прі Загреба з боротьби 2021                          | Туреччина | греко-римська боротьба, до 130 кг | Бронза |
| Турнір Дана Колова — Николи Петрова 2021                  | Туреччина | греко-римська боротьба, до 130 кг | Бронза |
| Турнір Зухає Сгає 2022                                    | Туреччина | греко-римська боротьба, до 130 кг | Золото |
| Кубок Міжнародної федерації університетського спорту 2022 | Туреччина | греко-римська боротьба, до 130 кг | Золото |
| Меморіал Іона Корнеану і Ладислава Сімона 2023            | Туреччина | греко-римська боротьба, до 130 кг | Золото |

### Виступи на змаганнях молодших вікових груп
| Змагання                                       | Збірна    | Вагова категорія                  | Місце  |
| ---------------------------------------------- | --------- | --------------------------------- | ------ |
| Чемпіонат Європи з боротьби серед кадетів 2018 | Туреччина | греко-римська боротьба, до 110 кг | Золото |
| Чемпіонат світу з боротьби серед кадетів 2018  | Туреччина | греко-римська боротьба, до 110 кг | Золото |
| Чемпіонат Європи з боротьби серед юніорів 2019 | Туреччина | греко-римська боротьба, до 130 кг | Золото |
| Чемпіонат світу з боротьби серед юніорів 2019  | Туреччина | греко-римська боротьба, до 130 кг | Бронза |
| Чемпіонат Європи з боротьби серед юніорів 2021 | Туреччина | греко-римська боротьба, до 130 кг | Золото |
| Чемпіонат світу з боротьби серед юніорів 2021  | Туреччина | греко-римська боротьба, до 130 кг | Золото |
| Чемпіонат Європи з боротьби серед молоді 2023  | Туреччина | греко-римська боротьба, до 130 кг | Бронза |
| Чемпіонат світу з боротьби серед молоді 2023   | Туреччина | греко-римська боротьба, до 130 кг | Золото |
| Чемпіонат Європи з боротьби серед молоді 2024  | Туреччина | греко-римська боротьба, до 130 кг | Бронза |
| Чемпіонат світу з боротьби серед молоді 2024   | Туреччина | греко-римська боротьба, до 130 кг | 18     |